# Беата (острів)
О́стрів Беа́та (ісп. Isla Beata) — невеликий острів в Карибському морі, розташований за 7 км на північний захід від мису Беата, який є найбільш південною точкою острова Еспаньйола (Гаїті).

## Географія
Острів Беата відділений від Гаїті каналом Де-ла-Беата (ісп. Canal de la Beata) і є частиною Домініканської Республіки. Його площа становить 27 км. Острів має трикутну форму і являє собою рівнину без височин.

## Ландшафт, флора та фауна
Безліч піщаних пляжів та бухт складають ландшафт південного узбережжя. Достаток мангрових заростів, а також м'яких ґрунтів утворює в північній частині острова численні мангрові болота. Великі печери і каверни, що розташовуються в західній частині острова, виникли під впливом потужних карстових процесів. Ці печери є основним місцем проживання кажанів.
Ерозія вапнякових порід, широко поширених на всій території острова, породжує ефект зубчастої поверхні (англ. Dogtooth — собаче ікло). Це робить острів досить важким для пересування і освоєння. На вапняковому ґрунті ростуть низькорослі напівлистяні ліси. Оскільки острівний біоценоз характеризується наявністю постійного дефіциту води через висихання та впливу вітру, на острові переважають карликові види дерев, а також щільні низькі чагарники.
Морські черепахи та ігуани, а також різновиди водоплавних птахів становлять основу екологічної системи острова. Він став і ареалом деяких видів змій, наприклад alsophis anomalus. Як відзначають деякі дослідники, острів Беата є, ймовірно, останнім притулком для цього виду. Дуже поширений на острові і білошапочний голуб (лат. Columba leucocephala).

## Історія відкриття
Острів Беата був відкритий європейцями в кінці серпня 1494 року під час другої експедиції Христофора Колумба. Згодом Колумб побував на острові ще двічі. Під час своєї третьої експедиції в 1498 році Колумб направлявся на Гаїті, відпливши з острова Маргарита (Венесуела), проте сильна течія змусило першовідкривача причалити на острів Беата. За свідченням Бартоломе де Лас Касаса (ісп. Bartolomé de Las Casas) саме тоді Колумб і придумав назву крихітному острівцю, що послужив тимчасовою пристанню експедиційних судів. Як стверджує де Лас Касас, Колумб назвав острів «Мадам Беата».
У свою останню, четверту подорож 3 серпня 1504 року Колумб знову змушений був зупинитися на острові Беата. Близько 40 днів першовідкривачу і його команді довелося чекати на острові сприятливого вітру, щоб потім пройти через мис Монго.

## Деякі історичні відомості
У колоніальну епоху іспанці розводили на острові велику рогату худобу.
Вигідне географічне розташування острова зробило його ареною численних військових конфліктів між іспанськими військами й піратами, які в той час базувалися на острові Тортуга.
У 1870-х роках уряд дозволив деяким приватним підприємцям почати видобуток кам'яної солі на північному узбережжі острова. До 1960-х років родовище солі було повністю вичерпане.

## Місцеве населення
Швидше за все, острів до моменту відкриття був населений представниками аравакського племені таїно, про що свідчать величезна кількість мушель молюсків алігер велетенський (лат. strombus gigas), якими араваки регулярно харчувалися. Археологи також виявили сліди стародавнього поселення племені таїно. Відповідно до думки деяких дослідників, число мешканців цього поселення могло налічувати близько 800 чоловік. Наразі острів Беата є безлюдним.